# Отколенко Рудольф Борисович
Отколенко Рудольф Борисович — радянський український сценарист.

## Біографія
Народився 1 січня 1941 р. в м. Кіровокані (Вірменія) в робітничій родині. Закінчив акторський факультет Харківського театрального інституту (1963). Був актором Одеського українського театру ім. Жовтневої революції, завідував кабінетом естетичного виховання Одеського педагогічного інституту, працював диктором Одеського телебачення. З 1974 р. — на творчій роботі.
Автор сценаріїв стрічок: «Привіт, наші тата!» (1969, фільм-спектакль), «Третя зміна» (1972, у співавт., Диплом Всесоюзного кінофестивалю «Кіномарина», Одеса, 1973; Диплом VI Всесоюзного конкурсу телефільмів, Калінінград, 1974), «Подорож місіс Шелтон» (1975, т/ф), «Втеча з в'язниці» (1977, у співавт. з М. Віртою), «Загін особливого призначення» (1978, у співавт. з В. Решетниковим) та ін.
Нагороджений медалями. Член Національної Спілки кінематографістів України.
Помер 1 липня 2013 року в Одесі.